# Загра Нематі
Загра Нематі (перс. زهرا نعمتی) — іранська лучниця, переможниця Паралімпійських ігор 2012 року в Лондоні.

## Життєпис
Загра Нематі народилася в місті Керман (Іран). 2003 року внаслідок автомобільної аварії зазнала травми спини і паралічу обох ніг.

## Спортивна кар'єра
Нематі з дитинства займалася тхеквондо і до аварії мала чорний пояс у цьому виді спорту. 2006 року почала займатися стрільбою з лука і через шість місяців посіла 3-тє місце в національному чемпіонаті, змагаючись проти здорових спортсменок. У змаганнях серед інвалідів вона бере участь у класі W2.
Нематі вдалось потрапити до складу збірної Ірану на Паралімпійських іграх 2012, які проходили в Лондоні (Велика Британія), де вона виграла дві медалі, ставши першою іранською спортсменкою, яка виграла золоту медаль на Олімпійських або Паралімпійських іграх. На тих іграх у класі W1/W2 вона посіла перше місце в турі за місця, набравши 613 очок, а в 1/8 фіналу перемогла італійку Міранджелу Перну з рахунком 6–0. У чвертьфіналі здолала Гізем Гірісмен з Туреччини знову з рахунком 6–0, а у півфіналі також всуху перемогла італійку Вероніку Флорено. У фіналі вона зустрілась з іще однією лучницею з Італії Елізабеттою Міхно і, перемігши суперницю з рахунком 7–3, здобула золоту нагороду. Загра присвятила цю медаль: "всім людям, які молилися за мій успіх"
.
На тій самій Олімпіаді, у командній першості, Нематі входила до складу збірної Ірану разом Разіє Шір Мохаммаді та Захрою Джаванмард. У турі за місця вони посіли 2-ге місце з результатом 1646 очок, а у чвертьфіналі здолали команду Чехії. У півфіналі іранки поступились команді Південної Кореї з рахунком 186-192, а потім у поєдинку за бронзу перемогли Італію 188–184..

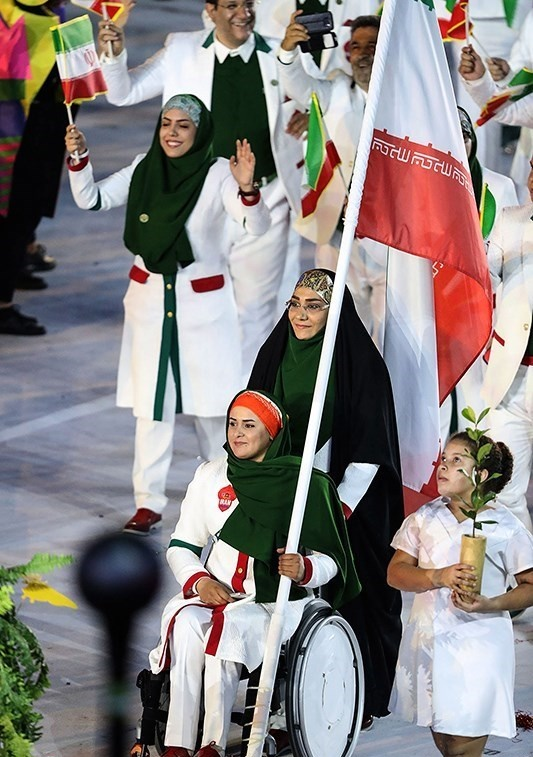
Нематі під час Параду націй на Олімпійських іграх 2016

2015 року Загра Нематі увійшла в історію, кваліфікувавшись не лише на Паралімпійські, а й на Олімпійські ігри, що проходили в Ріо-де-Жанейро (Бразилія). На Олімпіаду вона зуміла потрапити завдяки своєму другому місцю на Чемпіонаті Азії 2015 у Бангкоку. До неї серед лучників таке саме досягнення здійснила в 1996 році італійка Паола Фантато.
НОК Ірану настільки високо оцінив досягнення спортсменки, що доручив їй право нести прапор під час Параду націй на Церемонії відкриття Олімпійських ігор 2016.
На Олімпіаді 2016 Загра Нематі взяла участь в індивідуальній першості. У турі за місця вона посіла 49 місце, набравши 609 очок. Зрештою фінішувала на 33-му місці, у 1/16 фіналу поступившись Інні Степановій з Росії.

## Відзнаки
2013 року Загра Нематі отримала нагороду «Дух спорту».